# Howard Franklin
Howard Franklin est un réalisateur et scénariste américain. 

## Biographie
Howard Franklin a écrit et réalisé la comédie désormais culte des années 1990, Hold-up à New-York, avec Bill Murray, Geena Davis et Jason Robards ainsi que L'Œil public (The Public Eye), une biographie à peine voilée du célèbre photographe Weegee, interprété par Joe Pesci. 
Franklin a également scénarisé :  Traquée, de Ridley Scott ; Le Nom de la rose, avec Sean Connery ; L'Homme qui en savait trop... peu, avec Bill Murray ; et Antitrust, qui met en vedette un Tim Robbins similaire au milliardaire Bill Gates.

## Filmographie

### Comme scénariste
- 1986 : Le Nom de la rose (Der Name der Rose) de Jean-Jacques Annaud
- 1987 : Traquée (Someone to Watch Over Me) de Ridley Scott
- 1990 : Hold-up à New-York de Howard Franklin et Bill Murray
- 1992 : L'Œil public (The Public Eye)
- 1997 : L'Homme qui en savait trop... peu (The Man Who Knew Too Little) de Jon Amiel
- 2001 : Antitrust de Peter Howitt
- 2011 : Drôles d'oiseaux (The Big Year) de David Frankel

### Comme réalisateur
- 1990 : Hold-up à New-York
- 1992 : L'Œil public (The Public Eye)
- 1996 : Un éléphant sur les bras (Larger than Life)